# Llantilio Pertholey
Llantilio Pertholey är en community i Storbritannien.   Den ligger i kommunen Monmouthshire och riksdelen Wales, i den södra delen av landet, 200 km väster om huvudstaden London.
Bebyggelsen i den sydvästra delen av communityn är en del av tätorten Abergavenny.